# Джордж Брент
Джордж Брент (англ. George Brent; 15 березня 1899, Баллінасло, графство Голуей, Ірландія — 26 травня 1979, Солана Біч, Сан-Дієго, Каліфорнія, США) — американський актор кіно і телебачення ірландського походження.
Володар двох персональних зірок на Голлівудській «Алеї слави» за внесок в розвиток кіноіндустрії та телебачення.

## Біографія
Син ірландського крамаря. Член ІРА. Брав участь у війні за незалежність Ірландії (1919—1922). У 1925 емігрував до США. Протягом наступних п'яти років працював в фондової компанії в штатах Колорадо, Род-Айленд, Флорида і Массачусетс.
У 1927 році дебютував на Бродвеї. Потім переїхав до Голлівуду, де в 1929 знявся в своєму першому фільмі «Чесне попередження». Протягом двадцяти років (1930-ті - 1940-і рр.) був одним з провідних кіноакторів Голлівуду, зробив успішну кар'єру в кінематографі США.
У багатьох фільмах-мелодрамах, був партнером Бетті Девіс та інших голлівудських кінодів, найбільш помітними фільмами Брента в жанрі нуар стали «Гвинтові сходи» (1945), «Завтра буде вічно» (1946) і «Місто, яке він обпікає» (1951).
Зіграв у близько 90 фільмах. Пішов з кіно в 1953, продовжуючи зніматися на телебаченні до 1978 року.

## Особисте життя
П'ять разів був одружений. Перша дружина — Хелен Луїза Кембелл (1925—1927). У 1932 році вступив у шлюб зі своєю партнеркою по фільму «Крах» Рут Чаттертон, але через два роки вони розлучилися. У 1937 — кіноактриса Констанція Ворт. Потім — Енн Шерідан (1942—1943) і Жаннет Мікаелс (1947—1974), з якою мав двох дітей.
Помер від емфіземи легенів.

## Вибрана фільмографія
- 1933 — 42-га вулиця
- 1938 — Єзавель
- 1941 — Велика брехня
- 1941 — Міжнародна леді
- 1946 — Вернись, любов моя
- 1947 — Рабиня